# Vandy Kaonn
Vandy Kaonn (sinh năm 1942) là nhà phân tích lịch sử và văn học người Khmer, đồng thời là tác giả của nhiều cuốn sách viết về triết học, xã hội học, chính trị và lịch sử bằng tiếng Khmer và tiếng Pháp. Kaonn từng theo học ngành xã hội học tại Sorbonne và tốt nghiệp năm 1970. Hầu hết người Campuchia đều biết đến ông từ chương trình Lịch sử Khmer trên đài RFI (Radio France International en Cambodgien, Đài Phát thanh Quốc tế Pháp tiếng Campuchia).